# Markiezaatskade
La Markiezaatskade è una diga di sbarramento situata nel bacino del Delta del Reno, della Mosa e della Schelda nei Paesi Bassi. È stata costruita tra Zuid-Beveland e Molenplaat in prossimità di Bergen op Zoom, al confine tra la Zelanda e il Brabante Settentrionale. La diga, realizzata nell'ambito dei lavori del Piano Delta, è lunga 4 chilometri. Costituisce il limite orientale del Canale Schelda-Reno separandolo dal Markiezaatsmeer. Corre parallela alla Oesterdam che delimita, invece, la parte occidentale del canale.
La costruzione della Markiezaatskade ebbe inizio verso la fine del 1980. Nel marzo 1982 parte del cantiere fu distrutto da una tempesta. La diga fu inaugurata il 30 marzo 1983.